# Anthicus laeviceps
Anthicus laeviceps é uma espécie de insetos coleópteros polífagos pertencente à família Anthicidae.
A autoridade científica da espécie é Baudi, tendo sido descrita no ano de 1877.
Trata-se de uma espécie presente no território português.